# Windsor Bulldogs (Original)
Die Windsor Bulldogs waren eine kanadische Eishockeymannschaft aus Windsor, Ontario. Die Mannschaft spielte zwischen 1926 und 1936 in der Canadian Professional Hockey League sowie der International Hockey League.  

## Geschichte
Das Franchise wurde 1926 unter dem Namen Windsor Hornets als Mitglied der Canadian Professional Hockey League gegründet. In dieser gewann die Mannschaft in der Saison 1928/29 den Meistertitel. Nachdem die Liga anschließend durch die International Hockey League abgelöst wurde, traten die Bulldogs, wie die Mannschaft ab 1928 hieß, auch in der IHL an und gewannen in der Saison 1930/31 deren Meistertitel. Die IHL stellte 1936 ihren Spielbetrieb ein. Anschließend wurden auch die Windsor Bulldogs aufgelöst. 
Eine gleichnamige Mannschaft spielte zwischen 1953 und 1964 unter anderem in der International Hockey League.

## Bekannte Spieler
- Jack Arbour
- Clint Benedict
- Russ Blinco
- Gus Forslund
- Normie Smith